# BMW R1150 RT
La BMW R1150 RT è una motocicletta stradale da turismo prodotta dalla casa motociclistica tedesca BMW Motorrad a partire dal 
2001 al 2004.

## Descrizione
Presentata in anteprima il 12 gennaio 2001, a spingere la moto c'è un propulsore bicilindrico boxer da 1130 cm³ a 4 tempi con distribuzione a quattro valvole per cilindro per un totale di 8, comandate da un singolo albero a camme in testa, con un sistema di lubrificazione a carter umido e raffreddamento misto ad aria/olio. Il rapporto di compressione è pari a 11,3:1. Il motore e alcune componenti meccaniche sono condivise con la R 1150 R, R 1150 RS e la R 1150 GS.
Il gruppo motore-cambio funge da elemento portante. La parte anteriore del telaio è in fusione di alluminio, mentre quella posteriore è in acciaio. La forcella anteriore del tipo Telelever ha un'escursione di 120 mm, mentre al retrotreno è presente un forcellone monobraccio posteriore in alluminio Paralever. La moto monta cerchi in lega leggera, le cui dimensioni sono di 3,50 × 17 all'anteriore e 5,00 × 17 al posteriore. Il sistema frenante è composto da due freni a disco a pinza fissa a quattro pistoncini con diametro di 320 mm sulla ruota anteriore, mentre al posteriore è presente un disco singolo con pinza flottante a due pistoncini dal diametro di 276 mm. Gli pneumatici misurano 120/70 ZR 17 all'anteriore e 170/60 ZR 17 al posteriore.
La moto nel corso degli anni ha subìto alcuni miglioramenti e aggiornamenti. Nel 2002 venne modificato il comando freno, mentre nel 2003 il motore venne dotato di un sistema a doppia accensione.